# Fritz Tillmann
Pour les articles homonymes, voir Tillman.
Fritz Tillmann (né le 13 décembre 1910 à Francfort-sur-le-Main, mort le 30 octobre 1986 à Munich) est un acteur allemand.

## Biographie
Fritz Tillmann va de 1934 à 1936 au Immermann-Schauspielschule à Düsseldorf. Il fait ses débuts en 1936 au théâtre de Hagen. Il a des engagements à Elbląg, Wrocław (1943-1945), Düsseldorf et Berlin (Théâtre Hebbel, Schillertheater, Theater am Kurfürstendamm).
Il fait ses débuts en 1950 dans Der Auftrag Höglers, production est et ouest-allemande. La même année, il a un rôle important dans Le Conseil des dieux, production de la DEFA. Dans les années suivantes, il participe à de nombreuses productions cinématographiques ouest-allemandes, notamment des adaptations de Curt Goetz et d'Erich Kästner.
À partir de 1954, Tillmann travaille de plus en plus à la télévision et donne de nombreuses apparitions dans des séries télévisées comme Sherlock Holmes, Lokaltermin et Der Kommissar.
Par ailleurs, Tillmann est un acteur de synchronisation, il est la voix entre autres de Van Heflin, Karl Malden, Donald Pleasence, Terry-Thomas, Peter Ustinov...

## Filmographie

### Cinéma
- 1950 : Der Auftrag Höglers : Fritz Rottmann
- 1950 : Le conseil des dieux : Dr. Hans Scholz
- 1954 : Sacred Lie
- 1955 : Dans tes bras : Dr. Peter
- 1955 : Der Major und die Stiere : Major William Sunlet
- 1955 : Le 20 Juillet : General Henning von Tresckow
- 1956 : Anastasia: The Czar's Last Daughter : Baron von Pleskau
- 1956 : Liebe : Herr Ballard
- 1956 : Une fille des Flandres : Hauptmann Lüdemann
- 1956 : Von der Liebe besiegt (de) : Leo Seduc, Marios Compagnon
- 1957 : ...und die Liebe lacht dazu : Jan Dirksen
- 1957 : Alle Wege führen heim : Dr. Jacobs
- 1957 : Pour l'amour d'une reine : Count Rantzau
- 1958 : Avouez, Docteur Corda : Oberinspektor Dr. Pohlhammer
- 1958 : Dr. Crippen lebt : Kriminalinspektor Steen
- 1958 : Es war die erste Liebe : Andreas Bergmann
- 1958 : Le Brigand au grand cœur : Hans Bast
- 1959 : As the Sea Rages : Capitaine Stassi
- 1959 : Der Mann, der sich verkaufte (de) : Dr. Schilling
- 1959 : Sans tambour ni trompette : Hauptmann Knöpfer
- 1959 : Skandal um Dodo : Baldur von Dieringen
- 1960 : Hauptmann - deine Sterne : Arnold Steif, Bürgermeister
- 1961 : Auf Wiedersehen : George Dalton
- 1961 : C'est pas toujours du caviar : General von Felseneck
- 1961 : Mein Mann, das Wirtschaftswunder : Alexander Engelmann
- 1961 : Top secret - C'est pas toujours du caviar : General von Felseneck
- 1961 : Un homme dans l'ombre : Born, Kriminalrat
- 1961 : Zwei unter Millionen : Petersen
- 1962 : ...und ewig knallen die Räuber : Fürst Zeno
- 1962 : Bataille de polochons : Schuldirektor
- 1962 : Das Mädchen und der Staatsanwalt : Dr. Stoll, Verteidiger
- 1963 : Das große Liebesspiel
- 1963 : Der Fluch der gelben Schlange : Joe Bray
- 1963 : La Maison de Montevideo : Bürgermeister
- 1963 : Moral 63 : Eduard Meyer-Cleve, Industrieller
- 1964 : Das Ungeheuer von London-City : Sir George
- 1964 : Docteur Mabuse et le rayon de la mort (aussi Mission spéciale au 2ème bureau) de Hugo Fregonese et Victor De Santis : Dr. Krishna (Voix, non crédité)
- 1965 : On murmure dans la ville : Dr. Klotz
- 1966 : Hokuspokus oder: Wie lasse ich meinen Mann verschwinden...? : Staatsanwalt
- 1966 : Onkel Filser - Allerneueste Lausbubengeschichten : Bezirksamtmann Traugott Stiebner
- 1966 : In Frankfurt sind die Nächte heiß : Rudolf Nickel
- 1967 : Die Heiden von Kummerow und ihre lustigen Streiche : Müller Düker
- 1967 : Le Grand Bonheur : Nic Parnassis
- 1967 : Tendres requins : Admiral
- 1969 : Nuits blanches à Hambourg : Christof Lauritz
- 1970 : Die Feuerzangenbowle (de) : Direktor Knauer
- 1970 : Un prêtre pas comme les autres : Voice of Nieby (Voix, non crédité)
- 1971 : Heintje donne l'alerte : Kurt Nietnagel
- 1971 : Käpt’n Rauhbein aus St. Pauli (de) : Konsul Armin von Prossnitz
- 1971 : Wir hau'n den Hauswirt in die Pfanne : Hugo Zwicknagel
- 1971 : Zwanzig Mädchen und die Pauker - Heute steht die Penne kopf
- 1974 : Drei Männer im Schnee : Kühne
- 1974 : Einer von uns beiden : Dr. Sievers
- 1977 : Die Jugendstreiche des Knaben Karl : Hirsch

### Télévision

#### Séries télévisées
- 1964 : Das Haus der Schlangen : Chief Inspector Wyler
- 1967 : Sherlock Holmes : Dr. Roylott
- 1968 : Der Idiot : Jepantschin
- 1969 : Finke & Co. : Richard Finke
- 1969 : Rebellion der Verlorenen : Bernhard Jablonski
- 1970 : Miss Molly Mill : Major Squarefeet
- 1972 : Pater Brown : Admiral Pendragon
- 1973 : Lokaltermin : Bibliotheksrat Eugen Knesebrecht
- 1973 : Zu Gast in unserem Land
- 1974 : Der Kommissar : Herr Gabler
- 1974 : Le comte Yoster a bien l'honneur : Sir Patrick
- 1975 : Arabian naitsu: Shinbaddo no bôken : Hunchback Ghost (voix)
- 1975 : Berlin - 0:00 bis 24:00
- 1975 : Ein neuer Start
- 1975 : Kommissariat IX : Fritz Oehme
- 1976 : Der Anwalt : Dr. Reuter
- 1979 : Zwei Mann um einen Herd : Herr Krause
- 1981 : Doctor Snuggles : Maus im Tempel (voix)

#### Téléfilms
- 1953 : Lied der Taube
- 1957 : Der Herr im ersten Stock : Francis Armstrong
- 1957 : Ein Fremder kam ins Haus : Bruce Lovell
- 1958 : Der Mann, der seinen Namen änderte : Selby Clive
- 1959 : Der Fall Pinedus : Zeitungsdirektor
- 1959 : Mann ohne Namen : Oberleutnant von der Heyde
- 1960 : Aufruhr : Campbell
- 1960 : Der Geburtstag unserer Ehe : Richard von Loer
- 1961 : Erinnerst du dich? : Augustus Merrick
- 1961 : General Quixotte : Der General
- 1961 : Madame de... : Monsieur de...
- 1962 : Letzter Punkt der Tagesordnung : Malcolm Turnbull
- 1963 : Der Fall Sacco und Vanzetti : Fuller
- 1963 : Endspurt : Reginald Kinsale
- 1964 : Der Familienvater : Hans Bilder
- 1964 : Jenny und der Herr im Frack : Renard
- 1964 : Kammerjungfer : Stanley Carrington
- 1965 : Unsterblichkeit mit Marschmusik : Professor Rinnereis
- 1966 : Der Fall der Generale : General Beck
- 1966 : Spielplatz : Walter Chalmers
- 1966 : Spätsommer : Jakob Vierendahl
- 1967 : Der Tod eines Mitbürgers : Oberbürgermeister
- 1967 : Der Weiberfeind : Solbist
- 1967 : Die Affäre Eulenburg : Fürst von Bülow
- 1967 : Kaum zu glauben - aber amtlich : Dr. X
- 1967 : Tee und etwas Sympathie : Herbert Lee
- 1968 : Die Reisegesellschaft : Herr Carré-Lamadon
- 1970 : Auktion bei Gwendoline : Ralph Partridge
- 1970 : Die Auserwählten : Noah McKeath
- 1970 : Endspurt : Reginald Kinsale
- 1971 : No, No Nanette : Onkel Jimmy
- 1972 : Die keusche Susanne : Professor Felseneck
- 1973 : Alle lieben Célimare : Colombot
- 1973 : Der letzte Walzer
- 1973 : Paganini : Conte Carcasona
- 1973 : So'n Theater : Hugo Pannwitz
- 1974 : Preussenkorso Nr. 17 : Von Klett
- 1976 : Die Heiratsvermittlerin : Horace Vandergelder
- 1977 : Des Doktors Dilemma : Sir Ralph Bloomfield Bonington
- 1977 : Erben ist menschlich : Lehmann
- 1977 : Preussenkorso 45-48
- 1979 : Die großen Sebastians : Theaterdirektor
- 1980 : Aller guten Dinge sind drei. Serenade für Spieldose, Cello und Orgel : Müller-Fisselstadt
- 1983 : Der Raub der Sabinerinnen : Karl Gross